# Suchyj (okres Chust)
Suchyj (ukrajinsky Сухий, maďarsky Szárazpatak) je část obce Repynne, v Mižhirské vesnické komunitě, v okresu Chust, v Zakarpatské oblasti Ukrajiny. V roce 2025 žilo v této vsi 395 obyvatel.
Ve vsi je dřevěný kostel sv. Petra a Pavla, z 18. století. Nedaleko kostela je dřevěná dvoupatrová zvonice pod osmibokou valbovou střechou, ve které jsou čtyři zvony.

## Historické názvy
1864- Szuchaj, 1892-Szuha, 1898-Szucha, 1907 až  1918- Szárazpatak, 1944-Szuhi, Сухій, 1983-Сухий, Сухой.